# ЦСКА-Борисфен
«ЦСКА-Борисфен» — український футбольний клуб, що існував у 1995—1996 роках. Представляв спочатку Бориспіль, пізніше — Київ.

## Історія
В 1995 році міністр оборони України Валерій Шмаров та керівник бориспільської НПФ «Геотон» Дмитро Злобенко досягли домовленості про об'єднання клубів «Борисфен» (Бориспіль) і ЦСКА (Київ). У другому колі чемпіонату 1994-1995 років клуб зайняв місце «Борисфена» в першій лізі, представляв місто Бориспіль. Стартувавши з восьми матчевої переможної серії, один за іншим, армійці перемогли всіх своїх головних конкурентів - охтирський «Нафтовик», нікопольський «Металург» та кіровоградську «Зірку» (хоч «Зірка» і стала переможцем першої ліги), фінішувавши за підсумками сезону на другому місці.
У вищій лізі національного чемпіонату України «армійці» дебютували в 1995 році, представляючи місто Київ. В коротке міжсезоння була проведена швидка кадрову робота. Столичний дебютант отримав в своє розпорядження потужний десант: воротар Віталій Рева прибув з «Поліграфтехніки», створивши конкуренцію Гуменюку і Савченко, в оборону прийшли майбутні багаторічні лідери команди Віталій Левченко та Сергій Ревут, молодий динамівець Сергій Федоров, а також екс-дніпрянин Сергій Дірявка, колишній гравець збірної України. З Ізраїлю повернувся Віктор Бєлкін, так само з «Динамо» перейшов один з найкращих бомбардирів команди дублерів Андрій Гусін. Разом з цими гравцями на перегляді побувало близько десятка легіонерів, але в заявці «ЦСКА-Борисфена» з'явилися лише перуанський хавбек Альфонсо Янес Рамірес і заїрський форвард Мафумба Мфілю.
Сезон команда розпочала з нічиєї в Кіровограді. У четвертому турі «армійці» переграли донецький «Шахтар». 8200 чоловік побачили розкішну перемогу київської команди. Вже на 2-й хвилині уродженець Донецького краю Едуард Цихмейструк відкрив рахунок, на початку другого тайму капітан команди Микола Волосянко забив два переломних голи, а під кінець матчу ще один захисник, Сергій Дірявка, встановив остаточний рахунок 4:0. Після стартових турів (наступні два матчі армійці виграли із загальним рахунком 8:2) дебютного сезону у вищій лізі «ЦСКА-Борисфен» вирвався на першому місці. Зустріч 7 туру проти київського «Динамо» 27 серпня 1995 року зібрала значну для того часу публіку - 10 тисяч глядачів. Та напружена, нервова гра переможця не виявила - 0:0.
Навесні команда втратила ще кілька важливих очок. У домашньому матчі з «Динамо» армійці вели в рахунку завдяки голу Микола Волосянко, але в підсумку поступилися - 1:2. І хоча в принциповому матчі з «Шахтарем» в Донецьку армійці виграли з рахунком 3:2, в підсумку команда фінішувала лише на 4-му місці.
По закінченні чемпіонату «ЦСКА-Борисфен» був розділений на два клуби — ЦСКА і «Борисфен». ЦСКА залишився у вищій лізі, а «Борисфен» розпочав виступи з аматорської ліги.

## Всі сезони в незалежній Україні
| Сезон     | Чемпіонат | Чемпіонат | Чемпіонат | Чемпіонат | Чемпіонат | Чемпіонат | Чемпіонат | Чемпіонат | Кубок       | Кубок | Кубок | Кубок | Кубок | Кубок | Кубок | Примітка                                                                  |
| Сезон     | Ліга      | Місце     | І         | В         | Н         | П         | М         | О         | Етап        | І     | В     | Н     | П     | М     | О     | Примітка                                                                  |
| --------- | --------- | --------- | --------- | --------- | --------- | --------- | --------- | --------- | ----------- | ----- | ----- | ----- | ----- | ----- | ----- | ------------------------------------------------------------------------- |
| 1994-1995 | Перша     | 2 з 17    | 42        | 26        | 9         | 7         | 73−31     | 87        | —           | —     | —     | —     | —     | —     | —     | перше коло — «Борисфен» (Бориспіль), у другому колі представляв Бориспіль |
| 1995-1996 | Вища      | 4 з 18    | 34        | 15        | 11        | 8         | 47−27     | 56        | 1/16 фіналу | 3     | 2     | 0     | 1     | 6−2   | 4     |                                                                           |

## Відомі гравці
- Костянтин Бабич
- Олександр Горяїнов
- Андрій Гусін
- Петро Кондратюк
- Олег Кузнецов
- Віталій Левченко
- Геннадій Литовченко
- Роман Максимюк
- Мфілю Мафумба
- Василь Новохацький
- Владислав Прудіус
- Володимир Савченко
- Олександр Свистунов
- Михайло Стельмах
- Андрій Федьков